# José Ángel Hevia
Pour les articles homonymes, voir Hevia.
José Ángel Hevia Velasco est un musicien né à Villaviciosa, Asturies le 11 octobre 1967. C'est un gaitero espagnol, connu pour avoir inventé avec Alberto Arias et Miguel Dopico la « gaita MIDI » (une gaita tout à fait électronique) et surtout pour son interprétation de cet instrument dans ses albums. Il gère également une entreprise de fabrication d'instruments musicaux ARHPA, qui à son siège à Guadarrama.

## Discographie

### CD
- 1991 : Hevia
- 1998 : Tierra de nadie / No Man’s Land
- 2000 : The Other Side
- 2003 : Etnico na non troppo
- 2005 : Tierra de Hevia
- 2007 : Obsession
- 2009 : Lo Mejor De Hevia

### Maxi-CD
- 1999 : Busindre reel